# Avon Championships of Chicago 1982
L'Avon Championships of Chicago 1982 è stato un torneo di tennis giocato sul sintetico indoor. È stata l'11ª edizione del torneo, che fa parte del WTA Tour 1982. Si è giocato a Chicago, Illinois negli USA dal 25 al 31 gennaio 1982.

## Campionesse

### Singolare
Martina Navrátilová ha battuto in finale  Wendy Turnbull con il punteggio di 6–4, 6–1

### Doppio
Martina Navrátilová /  Pam Shriver hanno battuto in finale  Rosemary Casals /  Wendy Turnbull con il punteggio di 7–5, 6–4